# Intranet
Az intranet olyan számítógép-hálózat, amely az internet-protokollt használja, de a külvilág (az internet) felé zárt, vagy csak egy átjárón illetve tűzfalon keresztül érhető el, amely az intranet külső kapcsolatait szabályozza.
Az intranet az internet mellett, de időben később megjelent fogalom. Egy belső "internet". Az interneten megszokott eszközök vállalaton, intézményen belüli használata (intra: valamin belüli). Az internet bármilyen számítógép, illetve hálózat közötti kapcsolatot lehetővé tesz, az intranet viszont sokszorosan védett belső hálózat. Míg az internetet bárki használhatja, addig az intranetet csak a belső szervezet jogosultsággal rendelkező tagjai használhatják. Tipikus intranet egy vállalat belső hálózata, amit az internettől tűzfal választ el. Az internet felől az intranet kiszolgáló berendezéseit közvetlenül nem lehet elérni, csak a tűzfalon keresztül, aminek az a feladata, hogy védelmet nyújtson a belső rendszerek és a vállalati adatforgalom számára.